# Itter (Eder)
Die Itter ist ein 11,6 km langer, nördlicher und orographisch linker Zufluss des Edersees bzw. der Eder im Landkreis Waldeck-Frankenberg in Nordhessen (Deutschland). Sie fließt durch das Gebiet des nach ihr benannten ehemaligen mittelalterlichen Ittergau.

## Name
Das Gewässer wird vor dem Jahr 1250 (itre riuus) erstmals urkundlich erwähnt. Der Name leitet sich vom germanischen  *Aitrō mit der Bedeutung 'Schwellbach' ab.

## Verlauf
Die Itter entspringt westlich von Ober-Ense, einem südsüdwestlichen Stadtteil von Korbach. Ihre Quelle liegt auf etwa 390 m ü. NHN südlich vom Wiperich (423,3 m), einem südsüdöstlichen Nachbarn des Eisenbergs (ca. 562 m).
Anfangs fließt die Itter in östlicher Richtung über Ober- nach Nieder-Ense, wo rechtsseits die kleine Alte Itter einmündet. Unterhalb des Dorfs fließt von Norden die Marbeck ein, wonach die Itter durch Dorfitter verläuft. Anschließend nimmt sie das Wasser des von Norden aus Richtung Korbach kommenden Kuhbachs auf. Hiernach fließt sie südwärts durch ein abschnittsweise tief eingeschnittenes Tal. Unterhalb von Thalitter, einem Ortsteil von Vöhl, fließt ihr oberhalb der Scheuermühle von Westen der Wennebach zu, der zuvor noch den Nebenbach von Lingenscheid aufgenommen hat.
Schließlich erreicht die Itter den Vöhler Ortsteil Herzhausen, wo sie an der Nordwestgrenze des Naturparks Kellerwald-Edersee auf etwa 245 m Höhe an deren Einlauf in das Westende des Edersees von links in die Eder mündet. Das untere Ittertal bildet die westliche Grenze der nördlichen Teilfläche des Nationalparks Kellerwald-Edersee.

## Einzugsgebiet und Zuflüsse
Zu den Zuflüssen der Itter, deren Einzugsgebiet 76,131 km² umfasst, gehören die Alte Itter, die Marbeck, der Kuhbach und der Nebenbach von Lingenscheid.

## Goldsuche
Zusammen mit dem damaligen Dorflehrer von Marienhagen, einem Ortsteil von Vöhl, schürften bis in die 1970er Jahre Schulkinder des Dorfs und Kinder aus Duisburg, die in einem der Landschulheime ihre Ferien verbrachten, in der Itter nach winzigen Goldstückchen.